# 日本スポーツクラブ協会
公益財団法人日本スポーツクラブ協会（にほんスポーツクラブきょうかい）は、スポーツクラブの普及育成・及び健康体力つくり指導者養成を行っている団体である。

## 沿革
- 1977年3月26日 - 東京都設立許可
- 1980年8月13日 - 文部省移管許可

## 事業内容
- スポーツクラブ普及育成活動の推進
- スポーツクラブ指導者、運営担当者の派遣
- スポーツクラブ指導者、運営担当者の育成
- スポーツクラブ管理運営基準の作成及び優秀スポーツクラブの表彰
- スポーツクラブ並びに指導者、運営担当者及び普及員の登録
- スポーツクラブ間の連絡及び調整
- スポーツクラブ及び体育スポーツに関する調査研究及び図書の出版
- 健康体力つくりの啓蒙及び情報の提供
- 研修センターの運営
- その他目的を達成するために必要な事業